# Ferry Öllinger

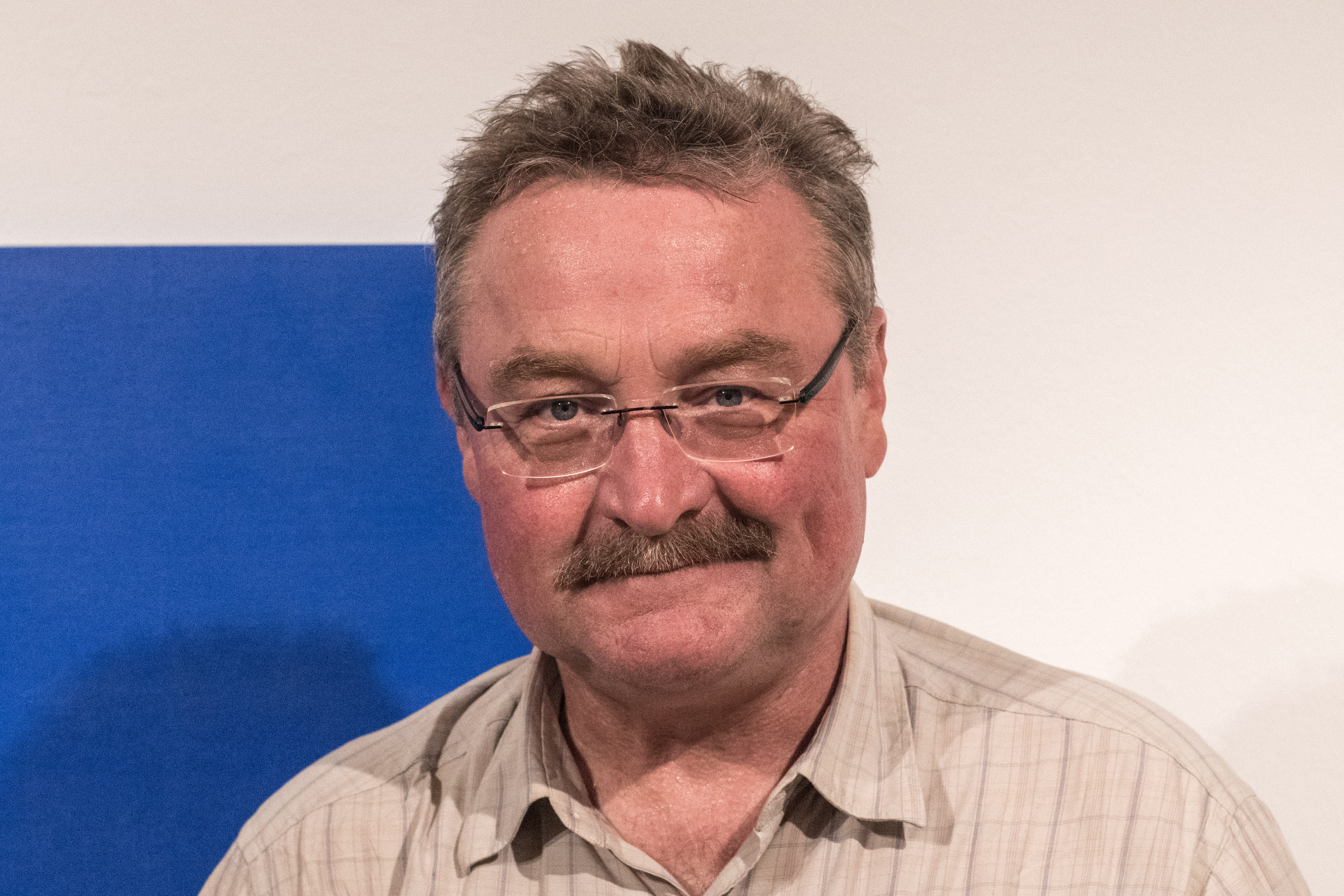
Ferry Öllinger (2018)

Ferry Öllinger (* 7. April 1959 in Leonding, Österreich als Ferdinand Öllinger) ist ein österreichischer Schauspieler.

## Leben
Ferry Öllinger wurde als Sohn eines Landwirts in Leonding geboren und studierte Germanistik. Seine Karriere begann er als Theaterschauspieler und stand unter anderem auf der Bühne des Landestheater Linz. Gegen Ende 1980er Jahren gründete er zusammen mit Peter Stangl, Georg Schmiedleitner, Harald Gebhartl und Stefan Kurowski das Theater Phönix, das er auch bis 1998 leitete. Danach engagierte er sich weiterhin in der Theaterbranche als Leiter des Festival der Regionen.
1995 gab Ferry Öllinger sein Filmdebüt in Liebe Lügen an der Seite von Silvia Vas, Katharina Schneebeli und Max Gertsch. Danach folgten zahlreiche Gastauftritte in Fernsehserien wie Tatort, Der Bulle von Tölz oder Im Tal des Schweigens.
Von 2001 bis 2021 spielte er die Rolle des Postenkommandanten Kroisleitner in der österreichischen Krimireihe SOKO Kitzbühel, durch die er einem breiteren Publikum im In- und Ausland bekannt wurde. Von 2006 bis 2010 war er zudem in der Serie Der Winzerkönig in der Rolle des Jakob Ressler zu sehen. 
Ferry Öllinger spielt auch in Kino- und Fernsehfilmen, wie zum Beispiel in Singapur-Express – Geheimnis einer Liebe neben Barbara Wussow oder in Molly & Mops neben  Matthias Schloo und Monika Baumgartner.

## Filmografie (Auswahl)
- 1995: Liebe Lügen
- 1999: Der Bulle von Tölz: Tod eines Priesters
- 2001–2021: SOKO Kitzbühel (Fernsehserie)
- 2000: Julia – Eine ungewöhnliche Frau (Folge, Ehrlich währt am längsten)
- 2000: Julia – Eine ungewöhnliche Frau (Folge, Späte Wahrheit)
- 2002: Singapur-Express – Geheimnis einer Liebe
- 2003: Julia – Eine ungewöhnliche Frau (Folge, Der Alkotest)
- 2006: Tatort – Tödliches Vertrauen
- 2006: In 3 Tagen bist du tot
- 2006: Im Tal des Schweigens (Folge, Der Erbhof)
- 2006–2010: Der Winzerkönig (33 Folgen)
- 2007: Molly & Mops
- 2008: Der erste Tag
- 2008: Im Tal des Schweigens (Folge, Der zweite Frühling)
- 2009: Der Zwerg ruft
- 2010: Schnell ermittelt (Folge, Elsa Gorger)
- 2010: This September (1 Folge)
- 2011: Franzi (Folge, Joulupukki)
- 2011: Die Alpenklinik (Folge, Notfall für Dr. Guth)
- 2011: Eine ganz heiße Nummer
- 2012: Mord in bester Gesellschaft (Folge, Der Tod der Sünde)
- 2012: Die Rosenheim-Cops (Folge, Tod auf Waikiki)
- 2013: Eisprung mit Papa
- 2013: Janus (1 Folge)
- 2014: Der Bergdoktor (Folge, Außenseiter)
- 2015: Landkrimi – Der Tote am Teich
- 2017: Unsere Zeit wird kommen (Kurzfilm)
- 2019: Die Rosenheim-Cops (Folge, Ein bissiger Wolf)
- 2022: Landkrimi – Steirerstern
- 2022: Universum History – Duell der Kronprinzen – Rudolf von Österreich und Wilhelm von Preußen (Fernsehserie)
- 2023: Am Ende wird alles sichtbar